# Crișcior
Crișcior – wieś w Rumunii, w okręgu Hunedoara, w gminie Crișcior. W 2011 roku liczyła 2770 mieszkańców.